# Marie Fikáčková
Marie Fikáčková, née le 9 septembre 1936 à Sušice (Tchécoslovaquie) et morte le 13 avril 1961 à Prague (Tchécoslovaquie), est une tueuse en série tchécoslovaque.

## Biographie
Infirmière en néonatalogie, elle a été condamnée à la pendaison pour le meurtre de deux nouveau-nés à Sušice en 1960. Elle est soupçonnée d'avoir tué au moins une dizaine de bébés entre 1957 et 1960.